# Collema latzelii
Collema latzelii är en lavart som beskrevs av Zahlbr. Collema latzelii ingår i släktet Collema och familjen Collemataceae.   Inga underarter finns listade i Catalogue of Life.